# Подольски, Лукас
Лу́кас Подо́льски (нем. Lukas Podolski, при рождении Лу́каш Ю́зеф Подо́льский (пол. Łukasz Józef Podolski; род. 4 июня 1985[…], Гливице, Катовицкое воеводство) — немецкий футболист, нападающий польского клуба «Гурник» Забже. Чемпион мира 2014 года в составе сборной Германии. Находится на третьем месте в списке лучших бомбардиров сборной Германии и по количеству матчей за сборную.

## Ранние годы
Лукас Подольски родился на территории бывшей Верхней Силезии, в спортивной семье Кристины и Вальдемара Подольских. Его мать выступала за женскую сборную Польши по гандболу, отец был профессиональным футболистом, в составе клуба «Шомберки» из города Бытома в 1980 году становился чемпионом Польши. В 1987 году семья решила эмигрировать в Западную Германию. Лукас рос в Бергхайме, а позднее в Пульхайме — небольших городах возле Кёльна.

## Клубная карьера

### «Кёльн»
Начал заниматься футболом с 6 лет в клубе «Югенд 07 Бергхайм». В 10 лет он перешёл в школу «Кёльна».
За главную команду, которая в сезоне 2003/04 была аутсайдером, стал играть с 18 лет. Главный тренер «Кёльна» Марсел Колер, работавший в условиях сокращающегося бюджета, начал привлекать молодого футболиста к тренировкам с первым составом, и вскоре Подольски дебютировал в Бундеслиге. Несмотря на то, что команда всё-таки вылетела во второй немецкий дивизион, Подольски заявил о себе, забив 10 голов в 19 матчах. Это был лучший результат среди 18-летних футболистов за всю историю немецкого чемпионата.
Несмотря на то, что после приглашения в сборную Германии на Евро-2004, к нему проявляли интерес ведущие клубы страны, он остался в «Кёльне». Забив 24 гола и став, таким образом, лучшим бомбардиром второго немецкого дивизиона, Подольски помог своему клубу вернуться в Бундеслигу. При этом он по-прежнему вызывался в сборную.
В сезоне 2005/06 на счету Подольски — 12 голов, но «Кёльн» снова опустился в дивизион рангом ниже. Стало ясно, что Подольски нужно сменить клуб, к тому же на него всерьез рассчитывали и в национальной сборной.

### «Бавария»
Игроком интересовались «Бавария», «Гамбург», «Вердер» и «Реал Мадрид», тем временем контракт нападающего с «Кёльном» заканчивался лишь в 2007 году. В итоге, 1 июня 2006 года было объявлено, что Подольски стал игроком мюнхенской «Баварии». Считается,[кем?] что сумма трансфера составила около 10 миллионов евро.
Подольски дебютировал в Бундеслиге 11 августа 2006 года в матче против дортмундской «Боруссии» (2:0), выйдя на замену на 88-й минуте. 9 сентября в матче на Кубок Германии с «Санкт-Паули» (1:1), Подольски вышел на вторые 45 минут, и спустя 26 секунд после начала тайма забил гол.
26 октября 2006 года Подольски получил травму правого голеностопа на тренировке, после чего пропустил около пяти недель.[уточнить] Всего в сезоне 2006/07 он провёл 22 игры в Бундеслиге, забив 4 мяча. В 2008 году Подольски выиграл Бундеслигу вместе с «Баварией», с ней же победив ранее в Кубке Германии и Суперкубке Германии. При переходе в «Баварию» Марио Гомеса, летом 2009 года, Подольски больше не видел себя в команде, после чего решил вернуться в «Кёльн». Этот трансфер обошёлся в 10 млн евро.

### Возвращение в «Кёльн»
Летом 2009 года Подольски вернулся в «Кёльн», подписав 4-летний контракт. В своё время он после чемпионата мира 2006 года перешёл из «Кёльна» в «Баварию», но в новой команде у Подольски не слишком заладилось. Кроме того, уходу Подольски из «Баварии» поспособствовало решение руководства клуба летом приобрести хорватского нападающего «Гамбурга» Ивицу Олича.
В зимнее трансферное окно сезона 2011/12 игроком активно интересовался российский клуб «Локомотив» Москва, но переговоры провалились. Позже президент клуба Ольга Смородская охарактеризовала поведение немецкого клуба таким образом:

…совершенно беспрецедентная по неадекватности позиция клуба «Кёльн». «Кёльн» нарушил все законы, писаные и неписаные в футболе. Это совершенно чудовищно публиковать письма клуба (прим. «Локомотива») в газетах. И поэтому я хочу всех, кто будет когда-либо работать с «Кёльном», предупредить о неадекватном поведении клуба.
— «Удар Головой»

### Дальнейшая карьера
30 апреля 2012 года было объявлено, что Подольски в летнее трансферное окно перейдёт в лондонский «Арсенал», подписав 4-летний контракт. Свой первый гол за «Арсенал» забил в гостях «Ливерпулю» в рамках третьего тура Премьер-лиги. В Лиге чемпионов забил в двух встречах кряду. Всего за «Арсенал» он в 2012 году забил 11 мячей и 11 раз ассистировал. Однако в следующих двух сезонах Подольски стал реже попадать в стартовый состав.
В январе 2015 года Подольски был отдан в аренду в итальянский «Интер» сроком на полгода с правом дальнейшего выкупа. Однако аренда не задалась, за 9 матчей Подольски отметился лишь одним голевым действием — результативной передачей.
4 июля 2015 года перешёл в «Галатасарай», контракт был рассчитан на три года. За «Галатасарай» сыграл 56 матчей в чемпионате Турции и забил 20 мячей.
2 марта 2017 года Подольски сообщил, что по окончании сезона пополнит состав «Виссел Кобе». Футболисту был предложен контракт на 3 года с зарплатой в 15 миллионов евро. 6 июля 2017 года Подольски прибыл в Японию и был официально представлен в качестве игрока «Виссел Кобе». По данным Transfermarkt, сумма сделки составила € 2,6 млн. За три сезона в Японии (2017, 2018 и 2019) забил 15 мячей в 52 матчах.
23 января 2020 года перешёл в турецкий клуб «Антальяспор». За 1,5 сезона сыграл за клуб 40 матчей в чемпионате Турции и забил 6 мячей.
6 июля 2021 года стал игроком польского клуба «Гурник» из Забже, подписав контракт до лета 2022 года. В сезоне 2021/22 забил 9 мячей в 27 матчах чемпионата Польши, «Гурник» занял 8-е место. 19 мая 2022 года Подольски продлил с клубом контракт на год. В январе 2023 года, играя за «Гурник» в товарищеском матче против команды завершивших карьеру звёзд сборной Германии, Подольски заработал красную карточку за споры с арбитром. Примечательно, что матч проходил в рамках благотворительного турнира, организованного самим Подольски. В сезоне 2022/23 забил 6 мячей в 29 матчах чемпионата, «Гурник» занял шестое место. 19 мая 2023 года продлил контракт с «Гурником» до 2025 года.

## Карьера в сборной

### Выбор сборной
Лучший бомбардир мемориала Ежека 2002 года. В конце 2003 года, после нескольких удачных игр в первом сезоне в Бундеслиге, польские СМИ стали советовать тренеру национальной сборной Павлу Янасу обратить внимание на возможность приглашения игрока в сборную Польши.
В то время Подольски, как утверждается[кем?], был заинтересован в выступлении именно за сборную Польши, но со временем прогресс в его игре был замечен уже немецкими СМИ, которые начали предлагать вызвать молодого нападающего в свою национальную команду. Когда его потенциал, наконец, раскрылся, Подольски уже склонялся к тому, чтобы представлять Германию.
Подольски играл в юношеской (до 17 лет) сборной Германии, а в 2004 году провёл 5 матчей в составе молодёжной сборной (до 21 года) и принял участие в молодёжном чемпионате Европы, проходившем в Германии.
В конце сезона «Кёльн» расстался с Бундеслигой, однако тренер главной немецкой сборной Руди Фёллер пригласил его в свою команду. Дебют форварда в сборной Германии состоялся 6 июня 2004 года в Кайзерслаутерне в матче против сборной Венгрии, Подольски вышел на замену в самом конце игры. Он стал первым представителем клуба второго дивизиона в сборной Германии с 1975 года.

### Чемпионат Европы 2004
Подольски был включён в состав сборной Германии на чемпионате Европы 2004 года в Португалии, где стал самым юным футболистом команды. Он единственный раз вышел на поле, заменив в перерыве матча со сборной Чехии Торстена Фрингса.
Уже через год он был одним из основных игроков сборной, занявшей третье место на Кубке конфедераций. Кроме этого, в 2005 году он вошёл в тройку лучших футболистов Европы в возрасте до 21 года по версии итальянской газеты Tuttosport, пропустив вперёд только Лионеля Месси и Уэйна Руни.

### Чемпионат мира 2006
В 2006 году Подольски оказался в составе немецкой сборной на домашнем чемпионате мира, где его партнёром по атаке стал Мирослав Клозе. Подольски забил свой первый гол в третьем групповом матче против сборной Эквадора, а затем забил оба гола в игре 1/8 финала со Швецией. В том матче он стал первым с 1962 года футболистом, который смог забить два гола в первые 12 минут матча, а также вообще лишь третьим игроком в истории, который смог это сделать. Немецкая сборная дошла до полуфинала, уступив будущему чемпиону — сборной Италии в дополнительное время. В итоге, обыграв сборную Португалии, немцы заняли третье место. Три гола Подольски на этом турнире позволили ему разделить второе место в споре бомбардиров с несколькими другими игроками, Мирослав Клозе с 5 забитыми мячами занял первое место.
По итогам мирового первенства ФИФА присудила ему вновь учреждённый приз лучшему молодому футболисту Кубка мира 2006. В споре за этот приз Подольски обошёл таких игроков, как Криштиану Роналду, Лионель Месси, Сеск Фабрегас, и других.
В сентябре 2006 года Подольски забил четыре мяча в одном матче за национальную команду в ворота сборной Сан-Марино (13:0), что до него удавалось сделать лишь Герду Мюллеру и Михаэлю Баллаку. В матче со Словакией (4:1), прошедшем в Братиславе 11 октября 2006 года, Подольски забил первый и последний голы своей команды, оба с передач Клозе. 17 ноября 2007 года в отборочном матче Евро 2008 с командой Кипра (4:0) Подольски поучаствовал во всех четырёх голах, забитых его командой. Хотя он и выступал в том матче не на привычной позиции, а на левом фланге полузащиты, он забил один из мячей и был признан лучшим игроком этого матча.

### Чемпионат Европы 2008
8 июня 2008 года Подольски сыграл свой стартовый матч на чемпионате Европы против сборной Польши, которая дебютировала на европейских турнирах. Игра завершилась победой Германии 2:0, и Подольски забил оба гола. Матч вызвал бурное обсуждение в польском парламенте: лидер одной из польских партий даже гневно заявил, что будет требовать лишить Подольски польского гражданства, однако это предложение никто не стал рассматривать. Сам Подольски после игры заявил, что рассчитывает сыграть со сборной Польши в плей-офф, и обещал проводить следующие матчи «не только за Германию, но и за Польшу».
12 июня сборная Германии встречалась во втором туре группового этапа с Хорватией и проиграла 1:2. Подольски забил на 79-й минуте гол после серии рикошетов, однако Германия отыграться не смогла, ещё и оставшись вдесятером после удаления Бастиана Швайнштайгера. Забив 3 гола на турнире, Подольски догнал испанца Давида Вилью в рейтинге бомбардиров. 19 июня в Базеле Германия в четвертьфинале турнира встречалась со сборной Португалии, в этом матче Подольски отметился результативной передачей на Бастиана Швайнштайгера, что позволило немецкой команде открыть счёт, а в дальнейшем и довести матч до победы.
В национальной сборной Подольски больше тяготеет к игре на левом фланге полузащиты с постоянными подключениями в атаку, в отличие от своего традиционного клубного амплуа центрфорварда. Он играл на этой позиции и в финальном матче Евро 2008, куда пробилась в итоге сборная Германии, но не смог предотвратить поражение в финале от сборной Испании (0:1). По итогам чемпионата Европы Лукас Подольски был назван организаторами в числе 23 лучших футболистов турнира, вместе с партнёрами по команде Михаэлем Баллаком и Филиппом Ламом.

### Чемпионат мира 2010
В первом матче на чемпионате в ЮАР против сборной Австралии Подольски установил новый рекорд по силе удара и скорости полёта мяча — 201 км/ч (до этого рекорд принадлежал Роберто Карлосу 198 км/ч). Матч закончился победой немцев 4:0. Во втором матче против сборной Сербии при счёте 0:1 в пользу сербов Лукас не реализовал пенальти. В матче 1/8 финала против Англии он забил гол, обеспечив Германии преимущество 2:0 в первом тайме, матч закончился со счётом 4:1 в пользу немцев, а в матче 1/4 финала против Аргентины Лукас отметился голевой передачей на Мирослава Клозе. По итогам чемпионата сборная Германии заняла 3-е место, обыграв сборную Уругвая, однако Подольски в этом матче участия не принимал.

### Чемпионат Европы 2012
На турнире в Польше/Украине Подольски выступал на левом фланге полузащиты. Матчи группового этапа против сборных Португалии и Нидерландов провёл целиком, отметиться результативными действиями не сумел. В матче третьего тура против Дании Подольски забил свой единственный гол на Евро, открыв счёт. В матче 1/4 финала против греков на поле не вышел. В полуфинальном матче со сборной Италии провёл на поле первый тайм, после чего уступил место на поле Марко Ройсу. Немцы к тому времени уступали 0:2, а закончился матч победой итальянской сборной со счётом 2:1.

### Чемпионат мира 2014
На чемпионате мира в Бразилии Подольски не являлся основным игроком сборной, проведя весь турнир на скамейке запасных и появившись на поле лишь дважды: в матчах группового этапа с Португалией (вышел на 82-й минуте вместо Томаса Мюллера) и США (провёл на поле весь первый тайм). Стал чемпионом мира.

### Чемпионат Европы 2016
Подольски был включен в состав на Евро-2016. Он вышел на замену против Словакии во время турнира. 
После туринира 15 августа 2016 года объявил о завершении выступлений за сборную Германии. Завершил карьеру в сборной, выйдя в стартовом составе с капитанской повязкой в товарищеском матче против сборной Англии 22 марта 2017 года. Забил с дальней дистанции на 69 минуте матча единственный мяч в игре, заменён на 84-й минуте, под аплодисменты всего стадиона.

## Достижения

### Командные
«Кёльн»
- Победитель Второй Бундеслиги: 2004/05

«Бавария»
- Чемпион Германии: 2007/08
- Обладатель Кубка Германии: 2007/08
- Обладатель Кубка немецкой лиги: 2006/07

«Арсенал»
- Обладатель Кубка Англии: 2013/14

«Галатасарай»
- Обладатель Суперкубка Турции: 2015
- Обладатель Кубка Турции: 2015/16

«Виссел Кобе»
- Обладатель Кубка Императора : 2019

Сборная Германии
- Победитель чемпионата мира: 2014
- Бронзовый призёр Кубка конфедераций: 2005
- Бронзовый призёр чемпионата мира (2): 2006, 2010
- Серебряный призёр чемпионата Европы: 2008
- Бронзовый призёр чемпионата Европы: 2012

### Личные
- Лучший бомбардир Второй Бундеслиги: 2004/05 (24 гола)
- Обладатель приза лучшему молодому игроку чемпионата мира: 2006
- Член символической сборной чемпионата Европы 2008 по версии УЕФА
- Символическая сборная Бундеслиги по версии Kicker: 2010/11[33]
- Серебряный лавровый лист (2): 2010[34], 2014[35]
- На Чемпионате мира по футболу 2010 побил рекорд (ранее поставленный Роберто Карлосом) по силе удара (скорость полёта мяча превысила отметку в 200 км/ч)[36]
- 24 января 2017 года в составе «Галатасарай» забил 5 (из 6-ти забитых) мячей в ворота «Эрзинджанспор» в матче Кубка Турции[37].

## Личная жизнь
Жена Моника Пухальская. Официальное бракосочетание состоялось 18 апреля 2011 года. Летом 2011 года было запланировано церковное бракосочетание в Польше. У пары есть сын Луис Габриель, который родился 15 апреля 2008 года. 6 июня 2016 года родилась дочь Майя.

## Статистика выступлений

### Клубная статистика
| Выступление      | Выступление      | Выступление      | Лига | Лига | Кубок страны | Кубок страны | Кубок лиги | Кубок лиги | Еврокубки | Еврокубки | Итого | Итого |
| Клуб             | Лига             | Сезон            | Игры | Голы | Игры         | Голы         | Игры       | Голы       | Игры      | Голы      | Игры  | Голы  |
| ---------------- | ---------------- | ---------------- | ---- | ---- | ------------ | ------------ | ---------- | ---------- | --------- | --------- | ----- | ----- |
| Кёльн            | Бундеслига       | 2003/04          | 19   | 10   | 0            | 0            | 0          | 0          | 0         | 0         | 19    | 10    |
| Кёльн            | 2. Бундеслига    | 2004/05          | 30   | 24   | 2            | 5            | 0          | 0          | 0         | 0         | 32    | 29    |
| Кёльн            | Бундеслига       | 2005/06          | 32   | 12   | 1            | 0            | 0          | 0          | 0         | 0         | 33    | 12    |
| Кёльн            | Итого            | Итого            | 81   | 46   | 3            | 5            | 0          | 0          | 0         | 0         | 84    | 51    |
| Бавария          | Бундеслига       | 2006/07          | 22   | 4    | 3            | 2            | 0          | 0          | 7         | 1         | 32    | 7     |
| Бавария          | Бундеслига       | 2007/08          | 25   | 5    | 4            | 0            | 0          | 0          | 12        | 5         | 41    | 10    |
| Бавария          | Бундеслига       | 2008/09          | 24   | 6    | 3            | 1            | 0          | 0          | 4         | 2         | 31    | 9     |
| Бавария          | Итого            | Итого            | 71   | 15   | 10           | 3            | 0          | 0          | 23        | 8         | 104   | 26    |
| Кёльн            | Бундеслига       | 2009/10          | 27   | 2    | 4            | 1            | 0          | 0          | 0         | 0         | 31    | 3     |
| Кёльн            | Бундеслига       | 2010/11          | 32   | 13   | 2            | 1            | 0          | 0          | 0         | 0         | 34    | 14    |
| Кёльн            | Бундеслига       | 2011/12          | 29   | 18   | 2            | 0            | 0          | 0          | 0         | 0         | 31    | 18    |
| Кёльн            | Итого            | Итого            | 88   | 33   | 8            | 2            | 0          | 0          | 0         | 0         | 96    | 35    |
| Арсенал          | Премьер-лига     | 2012/13          | 33   | 11   | 2            | 1            | 1          | 0          | 6         | 4         | 42    | 16    |
| Арсенал          | Премьер-лига     | 2013/14          | 20   | 8    | 4            | 3            | 0          | 0          | 3         | 1         | 27    | 12    |
| Арсенал          | Премьер-лига     | 2014/15          | 7    | 0    | 0            | 0            | 1          | 0          | 5         | 3         | 13    | 3     |
| Арсенал          | Итого            | Итого            | 60   | 19   | 6            | 4            | 2          | 0          | 14        | 8         | 82    | 31    |
| Интернационале   | Серия A          | 2014/15          | 17   | 1    | 1            | 0            | 0          | 0          | 0         | 0         | 18    | 1     |
| Интернационале   | Итого            | Итого            | 17   | 1    | 1            | 0            | 0          | 0          | 0         | 0         | 18    | 1     |
| Галатасарай      | Суперлига        | 2015/16          | 30   | 13   | 4            | 2            | 0          | 0          | 6         | 2         | 40    | 17    |
| Галатасарай      | Суперлига        | 2016/17          | 17   | 5    | 5            | 10           | 0          | 0          | 2         | 0         | 24    | 15    |
| Галатасарай      | Итого            | Итого            | 47   | 18   | 9            | 12           | 0          | 0          | 8         | 2         | 64    | 32    |
| Всего за карьеру | Всего за карьеру | Всего за карьеру | 364  | 132  | 37           | 26           | 2          | 0          | 45        | 18        | 448   | 176   |

Данные на 23 марта 2017 года

### Статистика за сборную
| Сборная          | Год              | Товарищеские | Товарищеские | Турниры | Турниры | Всего | Всего |
| Сборная          | Год              | Игры         | Голы         | Игры    | Голы    | Игры  | Голы  |
| ---------------- | ---------------- | ------------ | ------------ | ------- | ------- | ----- | ----- |
| Германия         | 2004             | 7            | 2            | 1       | 0       | 8     | 2     |
| Германия         | 2005             | 8            | 5            | 4       | 3       | 12    | 8     |
| Германия         | 2006             | 7            | 2            | 10      | 10      | 17    | 12    |
| Германия         | 2007             | 1            | 1            | 6       | 1       | 7     | 2     |
| Германия         | 2008             | 6            | 1            | 10      | 6       | 16    | 7     |
| Германия         | 2009             | 4            | 3            | 5       | 3       | 9     | 6     |
| Германия         | 2010             | 4            | 1            | 10      | 4       | 14    | 5     |
| Германия         | 2011             | 7            | 0            | 5       | 1       | 12    | 1     |
| Германия         | 2012             | 3            | 0            | 8       | 1       | 11    | 1     |
| Германия         | 2013             | 4            | 2            | 1       | 0       | 5     | 2     |
| Германия         | 2014             | 4            | 1            | 6       | 0       | 10    | 1     |
| Германия         | 2015             | 1            | 1            | 0       | 0       | 1     | 1     |
| Германия         | 2017             | 1            | 1            | 0       | 0       | 1     | 1     |
| Всего за сборную | Всего за сборную | 57           | 20           | 66      | 29      | 123   | 49    |

### Матчи и голы за сборную
| Матчи и голы Лукаса Подольски за сборную Германии | Матчи и голы Лукаса Подольски за сборную Германии | Матчи и голы Лукаса Подольски за сборную Германии | Матчи и голы Лукаса Подольски за сборную Германии | Матчи и голы Лукаса Подольски за сборную Германии | Матчи и голы Лукаса Подольски за сборную Германии | Матчи и голы Лукаса Подольски за сборную Германии |
| №                                                 | Дата                                              | Соперник                                          | Счёт                                              | Голы                                              | Соревнование                                      |                                                   |
| ------------------------------------------------- | ------------------------------------------------- | ------------------------------------------------- | ------------------------------------------------- | ------------------------------------------------- | ------------------------------------------------- | ------------------------------------------------- |
| 1                                                 | 6 июня 2004                                       | Венгрия                                           | 0:2                                               | —                                                 | Товарищеский матч                                 |                                                   |
| 2                                                 | 23 июня 2004                                      | Чехия                                             | 1:2                                               | —                                                 | Финальные матчи ЧЕ-2004                           |                                                   |
| 3                                                 | 18 августа 2004                                   | Австрия                                           | 3:1                                               | —                                                 | Товарищеский матч                                 |                                                   |
| 4                                                 | 8 сентября 2004                                   | Бразилия                                          | 1:1                                               | —                                                 | Товарищеский матч                                 |                                                   |
| 5                                                 | 9 октября 2004                                    | Иран                                              | 2:0                                               | —                                                 | Товарищеский матч                                 |                                                   |
| 6                                                 | 16 декабря 2004                                   | Япония                                            | 3:0                                               | —                                                 | Товарищеский матч                                 |                                                   |
| 7                                                 | 19 декабря 2004                                   | Республика Корея                                  | 1:3                                               | —                                                 | Товарищеский матч                                 |                                                   |
| 8                                                 | 21 декабря 2004                                   | Таиланд                                           | 5:1                                               | 2                                                 | Товарищеский матч                                 |                                                   |
| 9                                                 | 26 марта 2005                                     | Словения                                          | 1:0                                               | 1                                                 | Товарищеский матч                                 |                                                   |
| 10                                                | 4 июня 2005                                       | Северная Ирландия                                 | 4:1                                               | 1                                                 | Товарищеский матч                                 |                                                   |
| 11                                                | 8 июня 2005                                       | Россия                                            | 2:2                                               | —                                                 | Товарищеский матч                                 |                                                   |
| 12                                                | 15 июня 2005                                      | Австралия                                         | 4:3                                               | 1                                                 | Кубок конфедераций 2005                           |                                                   |
| 13                                                | 18 июня 2005                                      | Тунис                                             | 3:0                                               | —                                                 | Кубок конфедераций 2005                           |                                                   |
| 14                                                | 25 июня 2005                                      | Бразилия                                          | 2:3                                               | 1                                                 | Кубок конфедераций 2005                           |                                                   |
| 15                                                | 29 июня 2005                                      | Мексика                                           | 3:2                                               | 1                                                 | Кубок конфедераций 2005                           |                                                   |
| 16                                                | 3 сентября 2005                                   | Словакия                                          | 0:2                                               | —                                                 | Товарищеский матч                                 |                                                   |
| 17                                                | 7 сентября 2005                                   | ЮАР                                               | 4:2                                               | 3                                                 | Товарищеский матч                                 |                                                   |
| 18                                                | 8 октября 2005                                    | Турция                                            | 1:2                                               | —                                                 | Товарищеский матч                                 |                                                   |
| 19                                                | 12 октября 2005                                   | Китай                                             | 1:0                                               | —                                                 | Товарищеский матч                                 |                                                   |
| 20                                                | 12 ноября 2005                                    | Франция                                           | 0:0                                               | —                                                 | Товарищеский матч                                 |                                                   |
| 21                                                | 1 марта 2006                                      | Италия                                            | 1:4                                               | —                                                 | Товарищеский матч                                 |                                                   |
| 22                                                | 22 марта 2006                                     | США                                               | 4:1                                               | —                                                 | Товарищеский матч                                 |                                                   |
| 23                                                | 27 мая 2006                                       | Люксембург                                        | 7:0                                               | 2                                                 | Товарищеский матч                                 |                                                   |
| 24                                                | 30 мая 2006                                       | Япония                                            | 2:2                                               | —                                                 | Товарищеский матч                                 |                                                   |
| 25                                                | 2 июня 2006                                       | Колумбия                                          | 3:0                                               | —                                                 | Товарищеский матч                                 |                                                   |
| 26                                                | 9 июня 2006                                       | Коста-Рика                                        | 4:2                                               | —                                                 | Финальные матчи ЧМ-2006                           |                                                   |
| 27                                                | 14 июня 2006                                      | Польша                                            | 1:0                                               | —                                                 | Финальные матчи ЧМ-2006                           |                                                   |
| 28                                                | 20 июня 2006                                      | Эквадор                                           | 3:0                                               | 1                                                 | Финальные матчи ЧМ-2006                           |                                                   |
| 29                                                | 24 июня 2006                                      | Швеция                                            | 2:0                                               | 2                                                 | Финальные матчи ЧМ-2006                           |                                                   |
| 30                                                | 30 июня 2006                                      | Аргентина                                         | 1:1                                               | —                                                 | Финальные матчи ЧМ-2006                           |                                                   |
| 31                                                | 4 июля 2006                                       | Италия                                            | 0:2                                               | —                                                 | Финальные матчи ЧМ-2006                           |                                                   |
| 32                                                | 8 июля 2006                                       | Португалия                                        | 3:1                                               | —                                                 | Финальные матчи ЧМ-2006                           |                                                   |
| 33                                                | 16 августа 2006                                   | Швеция                                            | 3:0                                               | —                                                 | Товарищеский матч                                 |                                                   |
| 34                                                | 2 сентября 2006                                   | Ирландия                                          | 1:0                                               | 1                                                 | Отборочные матчи ЧЕ-2008                          |                                                   |
| 35                                                | 6 сентября 2006                                   | Сан-Марино                                        | 13:0                                              | 4                                                 | Отборочные матчи ЧЕ-2008                          |                                                   |
| 36                                                | 7 октября 2006                                    | Грузия                                            | 2:0                                               | —                                                 | Товарищеский матч                                 |                                                   |
| 37                                                | 11 октября 2006                                   | Словакия                                          | 4:1                                               | 2                                                 | Отборочные матчи ЧЕ-2008                          |                                                   |
| 38                                                | 24 марта 2007                                     | Чехия                                             | 2:1                                               | —                                                 | Отборочные матчи ЧЕ-2008                          |                                                   |
| 39                                                | 8 сентября 2007                                   | Уэльс                                             | 2:0                                               | —                                                 | Отборочные матчи ЧЕ-2008                          |                                                   |
| 40                                                | 12 сентября 2007                                  | Румыния                                           | 3:1                                               | 1                                                 | Товарищеский матч                                 |                                                   |
| 41                                                | 13 октября 2007                                   | Ирландия                                          | 0:0                                               | —                                                 | Отборочные матчи ЧЕ-2008                          |                                                   |
| 42                                                | 17 октября 2007                                   | Чехия                                             | 0:3                                               | —                                                 | Отборочные матчи ЧЕ-2008                          |                                                   |
| 43                                                | 17 ноября 2007                                    | Кипр                                              | 4:0                                               | 1                                                 | Отборочные матчи ЧЕ-2008                          |                                                   |
| 44                                                | 21 ноября 2007                                    | Уэльс                                             | 0:0                                               | —                                                 | Отборочные матчи ЧЕ-2008                          |                                                   |
| 45                                                | 6 февраля 2008                                    | Австрия                                           | 3:0                                               | —                                                 | Товарищеский матч                                 |                                                   |
| 46                                                | 26 марта 2008                                     | Швейцария                                         | 4:0                                               | 1                                                 | Товарищеский матч                                 |                                                   |
| 47                                                | 27 мая 2008                                       | Беларусь                                          | 2:2                                               | —                                                 | Товарищеский матч                                 |                                                   |
| 48                                                | 31 мая 2008                                       | Сербия                                            | 2:1                                               | —                                                 | Товарищеский матч                                 |                                                   |
| 49                                                | 8 июня 2008                                       | Польша                                            | 2:0                                               | 2                                                 | Финальные матчи ЧЕ-2008                           |                                                   |
| 50                                                | 12 июня 2008                                      | Хорватия                                          | 1:2                                               | 1                                                 | Финальные матчи ЧЕ-2008                           |                                                   |
| 51                                                | 16 июня 2008                                      | Австрия                                           | 1:0                                               | —                                                 | Финальные матчи ЧЕ-2008                           |                                                   |
| 52                                                | 19 июня 2008                                      | Португалия                                        | 3:2                                               | —                                                 | Финальные матчи ЧЕ-2008                           |                                                   |
| 53                                                | 25 июня 2008                                      | Турция                                            | 3:2                                               | —                                                 | Финальные матчи ЧЕ-2008                           |                                                   |
| 54                                                | 29 июня 2008                                      | Испания                                           | 0:1                                               | —                                                 | Финальные матчи ЧЕ-2008                           |                                                   |
| 55                                                | 20 августа 2008                                   | Бельгия                                           | 2:0                                               | —                                                 | Товарищеский матч                                 |                                                   |
| 56                                                | 6 сентября 2008                                   | Лихтенштейн                                       | 6:0                                               | 2                                                 | Отборочные матчи ЧМ-2010                          |                                                   |
| 57                                                | 10 сентября 2008                                  | Финляндия                                         | 3:3                                               | —                                                 | Отборочные матчи ЧМ-2010                          |                                                   |
| 58                                                | 11 октября 2008                                   | Россия                                            | 2:1                                               | 1                                                 | Отборочные матчи ЧМ-2010                          |                                                   |
| 59                                                | 15 октября 2008                                   | Уэльс                                             | 1:0                                               | —                                                 | Отборочные матчи ЧМ-2010                          |                                                   |
| 60                                                | 19 ноября 2008                                    | Англия                                            | 1:2                                               | —                                                 | Товарищеский матч                                 |                                                   |
| 61                                                | 28 марта 2009                                     | Лихтенштейн                                       | 4:0                                               | 1                                                 | Отборочные матчи ЧМ-2010                          |                                                   |
| 62                                                | 1 апреля 2009                                     | Уэльс                                             | 2:0                                               | —                                                 | Отборочные матчи ЧМ-2010                          |                                                   |
| 63                                                | 29 мая 2009                                       | Китай                                             | 1:1                                               | 1                                                 | Товарищеский матч                                 |                                                   |
| 64                                                | 2 июня 2009                                       | ОАЭ                                               | 7:2                                               | —                                                 | Товарищеский матч                                 |                                                   |
| 65                                                | 5 сентября 2009                                   | ЮАР                                               | 2:0                                               | —                                                 | Товарищеский матч                                 |                                                   |
| 66                                                | 9 сентября 2009                                   | Азербайджан                                       | 4:0                                               | 1                                                 | Отборочные матчи ЧМ-2010                          |                                                   |
| 67                                                | 10 октября 2009                                   | Россия                                            | 1:0                                               | —                                                 | Отборочные матчи ЧМ-2010                          |                                                   |
| 68                                                | 14 октября 2009                                   | Финляндия                                         | 1:1                                               | 1                                                 | Отборочные матчи ЧМ-2010                          |                                                   |
| 69                                                | 18 ноября 2009                                    | Кот-д’Ивуар                                       | 2:2                                               | 2                                                 | Товарищеский матч                                 |                                                   |
| 70                                                | 3 марта 2010                                      | Аргентина                                         | 0:1                                               | —                                                 | Товарищеский матч                                 |                                                   |
| 71                                                | 13 мая 2010                                       | Мальта                                            | 3:0                                               | —                                                 | Товарищеский матч                                 |                                                   |
| 72                                                | 29 мая 2010                                       | Венгрия                                           | 3:0                                               | 1                                                 | Товарищеский матч                                 |                                                   |
| 73                                                | 3 июня 2010                                       | Босния и Герцеговина                              | 3:1                                               | —                                                 | Товарищеский матч                                 |                                                   |
| 74                                                | 13 июня 2010                                      | Австралия                                         | 4:0                                               | 1                                                 | Финальные матчи ЧМ-2010                           |                                                   |
| 75                                                | 18 июня 2010                                      | Сербия                                            | 0:1                                               | —                                                 | Финальные матчи ЧМ-2010                           |                                                   |
| 76                                                | 23 июня 2010                                      | Гана                                              | 1:0                                               | —                                                 | Финальные матчи ЧМ-2010                           |                                                   |
| 77                                                | 27 июня 2010                                      | Англия                                            | 4:1                                               | 1                                                 | Финальные матчи ЧМ-2010                           |                                                   |
| 78                                                | 3 июля 2010                                       | Аргентина                                         | 4:0                                               | —                                                 | Финальные матчи ЧМ-2010                           |                                                   |
| 79                                                | 7 июля 2010                                       | Испания                                           | 0:1                                               | —                                                 | Финальные матчи ЧМ-2010                           |                                                   |
| 80                                                | 3 сентября 2010                                   | Бельгия                                           | 1:0                                               | —                                                 | Отборочные матчи ЧЕ-2012                          |                                                   |
| 81                                                | 7 сентября 2010                                   | Азербайджан                                       | 6:1                                               | 1                                                 | Отборочные матчи ЧЕ-2012                          |                                                   |
| 82                                                | 8 октября 2010                                    | Турция                                            | 3:0                                               | —                                                 | Отборочные матчи ЧЕ-2012                          |                                                   |
| 83                                                | 12 октября 2010                                   | Казахстан                                         | 3:0                                               | 1                                                 | Отборочные матчи ЧЕ-2012                          |                                                   |
| 84                                                | 9 февраля 2011                                    | Италия                                            | 1:1                                               | —                                                 | Товарищеский матч                                 |                                                   |
| 85                                                | 26 марта 2011                                     | Казахстан                                         | 4:0                                               | —                                                 | Отборочные матчи ЧЕ-2012                          |                                                   |
| 86                                                | 29 марта 2011                                     | Австралия                                         | 1:2                                               | —                                                 | Товарищеский матч                                 |                                                   |
| 87                                                | 29 мая 2011                                       | Уругвай                                           | 2:1                                               | —                                                 | Товарищеский матч                                 |                                                   |
| 88                                                | 3 июня 2011                                       | Австрия                                           | 2:1                                               | —                                                 | Отборочные матчи ЧЕ-2012                          |                                                   |
| 89                                                | 7 июня 2011                                       | Азербайджан                                       | 3:1                                               | —                                                 | Отборочные матчи ЧЕ-2012                          |                                                   |
| 90                                                | 10 августа 2011                                   | Бразилия                                          | 3:2                                               | —                                                 | Товарищеский матч                                 |                                                   |
| 91                                                | 2 сентября 2011                                   | Австрия                                           | 6:2                                               | 1                                                 | Отборочные матчи ЧЕ-2012                          |                                                   |
| 92                                                | 6 сентября 2011                                   | Польша                                            | 2:2                                               | —                                                 | Товарищеский матч                                 |                                                   |
| 93                                                | 7 октября 2011                                    | Турция                                            | 3:1                                               | —                                                 | Отборочные матчи ЧЕ-2012                          |                                                   |
| 94                                                | 11 ноября 2011                                    | Украина                                           | 3:3                                               | —                                                 | Товарищеский матч                                 |                                                   |
| 95                                                | 15 ноября 2011                                    | Нидерланды                                        | 3:0                                               | —                                                 | Товарищеский матч                                 |                                                   |
| 96                                                | 26 мая 2012                                       | Швейцария                                         | 3:5                                               | —                                                 | Товарищеский матч                                 |                                                   |
| 97                                                | 31 мая 2012                                       | Израиль                                           | 2:0                                               | —                                                 | Товарищеский матч                                 |                                                   |
| 98                                                | 9 июня 2012                                       | Португалия                                        | 1:0                                               | —                                                 | Финальные матчи ЧЕ-2012                           |                                                   |
| 99                                                | 13 июня 2012                                      | Нидерланды                                        | 2:1                                               | —                                                 | Финальные матчи ЧЕ-2012                           |                                                   |
| 100                                               | 17 июня 2012                                      | Дания                                             | 2:1                                               | 1                                                 | Финальные матчи ЧЕ-2012                           |                                                   |
| 101                                               | 28 июня 2012                                      | Италия                                            | 1:2                                               | —                                                 | Финальные матчи ЧЕ-2012                           |                                                   |
| 102                                               | 7 сентября 2012                                   | Фарерские острова                                 | 3:0                                               | —                                                 | Отборочные матчи ЧМ-2014                          |                                                   |
| 103                                               | 11 сентября 2012                                  | Австрия                                           | 2:1                                               | —                                                 | Отборочные матчи ЧМ-2014                          |                                                   |
| 104                                               | 12 октября 2012                                   | Ирландия                                          | 6:1                                               | —                                                 | Отборочные матчи ЧМ-2014                          |                                                   |
| 105                                               | 16 октября 2012                                   | Швеция                                            | 4:4                                               | —                                                 | Отборочные матчи ЧМ-2014                          |                                                   |
| 106                                               | 14 ноября 2012                                    | Нидерланды                                        | 0:0                                               | —                                                 | Товарищеский матч                                 |                                                   |
| 107                                               | 6 февраля 2013                                    | Франция                                           | 2:1                                               | —                                                 | Товарищеский матч                                 |                                                   |
| 108                                               | 22 марта 2013                                     | Казахстан                                         | 3:0                                               | —                                                 | Отборочные матчи ЧМ-2014                          |                                                   |
| 109                                               | 29 мая 2013                                       | Эквадор                                           | 4:2                                               | 2                                                 | Товарищеский матч                                 |                                                   |
| 110                                               | 2 июня 2013                                       | США                                               | 3:4                                               | —                                                 | Товарищеский матч                                 |                                                   |
| 111                                               | 14 августа 2013                                   | Парагвай                                          | 3:3                                               | —                                                 | Товарищеский матч                                 |                                                   |
| 112                                               | 5 марта 2014                                      | Чили                                              | 1:0                                               | —                                                 | Товарищеский матч                                 |                                                   |
| 113                                               | 1 июня 2014                                       | Камерун                                           | 2:2                                               | —                                                 | Товарищеский матч                                 |                                                   |
| 114                                               | 6 июня 2014                                       | Армения                                           | 6:1                                               | 1                                                 | Товарищеский матч                                 |                                                   |
| 115                                               | 16 июня 2014                                      | Португалия                                        | 4:0                                               | —                                                 | Финальные матчи ЧМ-2014                           |                                                   |
| 116                                               | 26 июня 2014                                      | США                                               | 1:0                                               | —                                                 | Финальные матчи ЧМ-2014                           |                                                   |
| 117                                               | 3 сентября 2014                                   | Аргентина                                         | 2:4                                               | —                                                 | Товарищеский матч                                 |                                                   |
| 118                                               | 7 сентября 2014                                   | Шотландия                                         | 2:1                                               | —                                                 | Отборочные матчи ЧЕ-2016                          |                                                   |
| 119                                               | 11 октября 2014                                   | Польша                                            | 0:2                                               | —                                                 | Отборочные матчи ЧЕ-2016                          |                                                   |
| 120                                               | 14 октября 2014                                   | Ирландия                                          | 1:1                                               | —                                                 | Отборочные матчи ЧЕ-2016                          |                                                   |
| 121                                               | 14 ноября 2014                                    | Гибралтар                                         | 4:0                                               | —                                                 | Отборочные матчи ЧЕ-2016                          |                                                   |
| 122                                               | 25 марта 2015                                     | Австралия                                         | 2:2                                               | 1                                                 | Товарищеский матч                                 |                                                   |
| 123                                               | 29 марта 2015                                     | Грузия                                            | 2:0                                               | —                                                 | Отборочные матчи ЧЕ-2016                          |                                                   |
| 124                                               | 10 июня 2015                                      | США                                               | 1:2                                               | —                                                 | Товарищеский матч                                 |                                                   |
| 125                                               | 13 июня 2015                                      | Гибралтар                                         | 7:0                                               | —                                                 | Отборочные матчи ЧЕ-2016                          |                                                   |
| 126                                               | 4 сентября 2015                                   | Польша                                            | 3:1                                               | —                                                 | Отборочные матчи ЧЕ-2016                          |                                                   |
| 127                                               | 26 марта 2016                                     | Англия                                            | 2:3                                               | —                                                 | Товарищеский матч                                 |                                                   |
| 128                                               | 4 июня 2016                                       | Венгрия                                           | 2:0                                               | —                                                 | Товарищеский матч                                 |                                                   |
| 129                                               | 26 июня 2016                                      | Словакия                                          | 3:0                                               | —                                                 | Финальные матчи ЧЕ-2016                           |                                                   |
| 130                                               | 22 марта 2017                                     | Англия                                            | 1:0                                               | 1                                                 | Товарищеский матч                                 |                                                   |

Итого: 130 матчей / 49 голов; 88 побед, 19 ничьих, 23 поражения.